# Manel Llunell
Manel Llunell Santander (Tarrasa; 6 de octubre de 1998) es un actor español de cine y televisión. Es conocido por su papel en la serie de televisión Moebius, los largometrajes Malnazidos.(en cines en 2022), La Piedad (en cines en 2023) y Bird Box Barcelona (en Netflix en 2023) o "Cicatriz" en 2024. En su trayectoria artística ha ganado numerosos reconocimientos nacionales e internacionales, entre ellos el premio como "Mejor Actor", por su trabajo en el cortometraje dirigido por Jesús Rivera "Me llaman Chino", en la XIX edición del Festival ÉCU - The European Independent Film Festival 2024.Candidato a los Premios Goya de 2023 por su papel en "La Piedad" y nominado en la 17ª edición de los Premios Roser de 2022 por su trabajo en "Malnazidos"

## Biografía
Con 13 años ya empezó a mostrar interés por la interpretación. Estudió un Ciclo Formativo de Grado Superior en interpretación en el centro de formación y creación escénica El Timbal de Barcelona.
En sus primeros trabajos participó en diversos cortometrajes como: El mal amor de Leo Adef y Jordi Estrada, Cuando no queden peces de Marc Puig y Günst Ul Vánfrafoo, Ráfagas de vida salvaje de Jorge Cantos o Stoichkov de Carlos Saiz, entre otros. También protagonizó videoclips como «Sabotatge», sencillo del cuarto disco del grupo Manel, «Gone» de la banda estadounidense de pop indie JR JR, «Longitud de Onda» de Carlos Sadness y «Vampiros» de Rosalía y Rauw Alejandro.
A partir de 2016 empezaron sus trabajos en series de televisión y largometrajes. Realizó un papel como extra en las series Mira lo que has hecho y Cites. Obtuvo su primer papel principal en la serie Moebius, dirigida por Eduard Cortés y Patricia Font en el año 2021. También grabó la película Malnazidos, basado en la novela de Manuel Martín Ferreras y dirigida por Javier Ruiz Caldera y Alberto de Toro, que se estrenó por primera vez en la 53.ª edición del Sitges – Festival Internacional de Cinema Fantàstic de Catalunya y que se estrenó en cines en 2022.
A finales de 2021 comenzó la grabación de la película La Piedad, con guion y bajo la dirección de Eduardo Casanova, donde interpreta a Mateo. Se estrenó en cines en enero de 2023. En la actualidad se puede ver en Netflix.
En 2022 graba bajo la dirección de los hermanos Álex y David Pastor y con Mario Casas en el papel protagónico Bird Box Barcelona. Una película española de ciencia ficción apocalíptica y suspenso original de Netflix y que se estrena en 2023. Se trata de un spin-off de la película Bird Box (2018).
En 2024 Manel Llunell gana el premio como "Mejor Actor", por su trabajo en el cortometraje dirigido por Jesús Rivera "Me llaman Chino", en la XIX edición del Festival ÉCU - The European Independent Film Festival 2024.
En 2023 inicia el rodaje de la serie Cicatriz, basada en la novela homónima de Juan Gomez-Jurado y dirigida por Miguel Ángel Vivas, Manuel Carballo y Alejandro Bazzano. Se emite en La 1 y Prime Video en 2024. Interpreta el personaje de Tato. 

## Filmografía

### Cine
| Año  | Título             | Personaje | Director                              |
| ---- | ------------------ | --------- | ------------------------------------- |
| 2022 | Malnazidos         | Decruz    | Javier Ruiz Caldera y Alberto de Toro |
| 2023 | La Piedad          | Mateo     | Eduardo Casanova                      |
| 2024 | Bird Box Barcelona | Pere      | David Pastor y Àlex Pastor            |
| 2025 | La Tregua          | Medín     | Miguel Ángel Vivas                    |

### Televisión
| Año  | Título                                  | Personaje           | Notas                          |
| ---- | --------------------------------------- | ------------------- | ------------------------------ |
| 2016 | Cites                                   | Adolescente         | 1 episodio                     |
| 2017 | Mira lo que has hecho                   | Chavalín Estación   | 1 episodio                     |
| 2021 | Moebius                                 | Natxo Segarra       | Elenco principal; 10 episodios |
| 2022 | 66 Premios Sant Jordi de Cinematografía | Manel Llunell       | Self - Presenter               |
| 2024 | Cicatriz                                | Tato                | Elenco principal               |
| 2025 | Los sin nombre                          | José Linares Castro | Elenco secundario              |